# Michel Dokeianos
Michel Dokeianos ou Michel Dokianos (en grec : Μιχαήλ Δοκειανός, parfois appelé Doukeianos par certains auteurs) est un noble et un militaire byzantin dont la femme est issue de la famille des Comnènes. Il participe à la campagne de Georges Maniakès en Sicile avant d'être nommé catépan d'Italie en 1040-1041. Sous sa direction, les Lombards et les Normands se soulèvent et il est battu à deux reprises dans ce qui marque le début de la conquête normande de l'Italie du Sud. Après ces échecs, il est remplacé par Exaugustus Boioannès. Il réapparaît en 1050 quand il combat les Petchénègues en Thrace. Il est capturé lors de la bataille mais il parvient à blesser un chef petchénègue, ce qui conduit à son exécution et à sa mutilation.

## Biographie
Le nom de famille Dokeianos ou Dokianos dérive de Dok[e]ia au sein du thème des Anatoliques. Cette famille gagne en importance au milieu du XIe siècle et Michel en est le premier membre connu. Il est généralement associé au Dokianos qui se marie à une fille anonyme de Manuel Erotikos Comnène qui est aussi la sœur du futur empereur Isaac Ier Comnène. Ensemble, ils ont un fils du nom de Théodore Dokianos. Selon Jean Skylitzès, Michel Dokianos n'est pas fait pour le commandement, et selon Konstantinos Varzos, il doit son ascension à de hautes fonctions à ses liens familiaux avec les Comnènes. Il semble être particulièrement riche, possédant des domaines en Paphlagonie qui sont peut-être adjacents à ceux des Comnènes dans la région,.

### En Italie

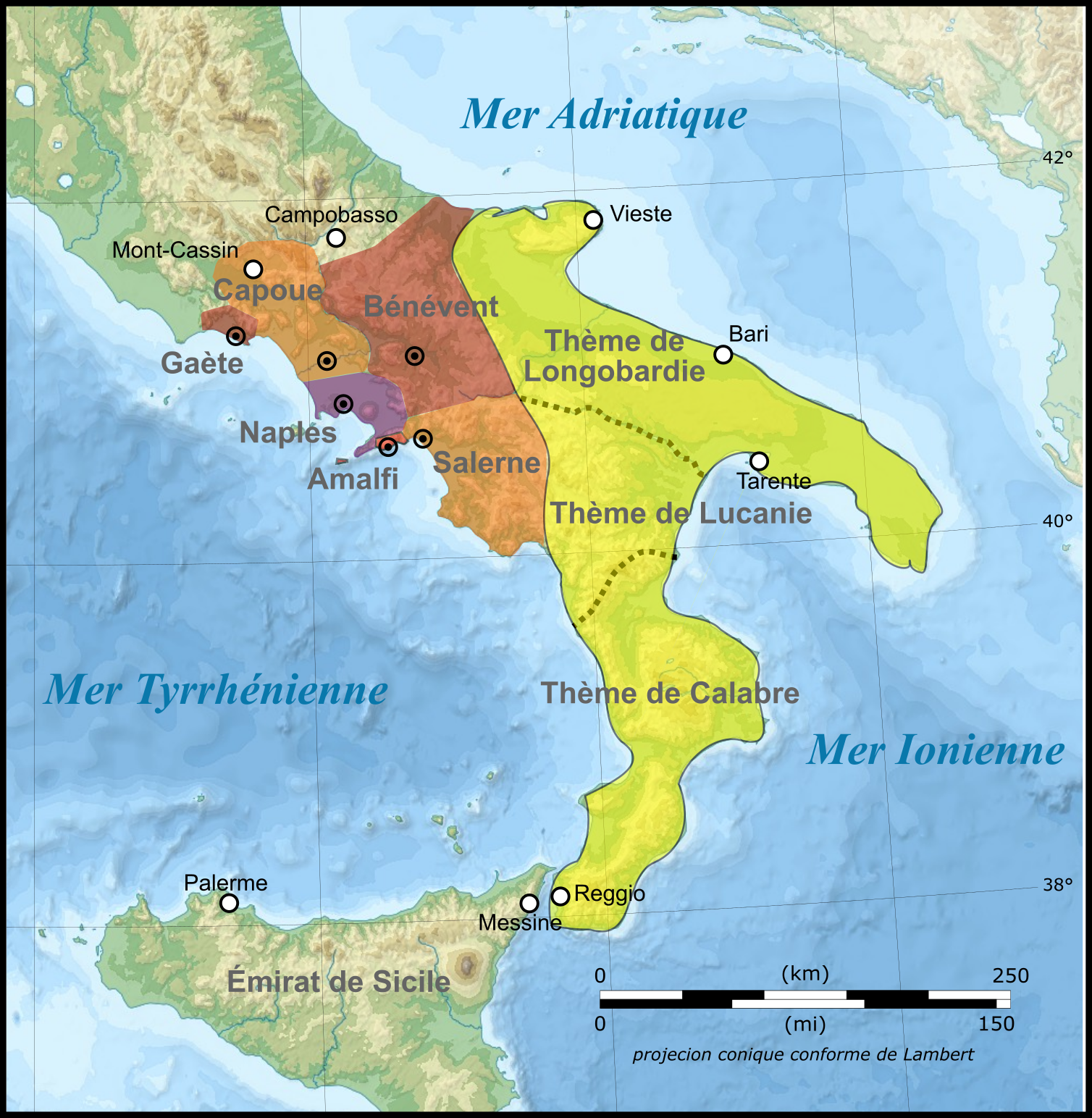
L'Italie byzantine en jaune vers l'an 1000.

Michel Dokianos est mentionné pour la première fois en 1040. Il est alors protospathaire et doux et est envoyé en Italie du Sud pour assurer le commandement du catépanat d'Italie qui regroupe l'ensemble des provinces byzantines italiennes. Avant cette fonction, il semble avoir participé à l'expédition de Georges Maniakès en Sicile en 1038. Dokianos arrive sur le continent en novembre 1040 et la situation est alors critique. En effet, Nicéphore Dokianos, son prédécesseur (et probablement un membre de sa famille), a été tué à Ascoli à la suite d'une mutinerie. Celle-ci est suivie d'une révolte de Tarente et de la prise de la capitale Bari par Argyrus, le fils du chef lombard Mélus. Michel Dokianos pend ou aveugle les chefs des différentes révoltes mais il ne parvient pas à régler leur cause sous-jacente qui réside dans la colère à l'encontre de la taxation excessive imposée par l'Empire en vue de l'expédition sicilienne,. En outre, Dokianos offre le commandement de la forteresse stratégique de Melfi au mercenaire milanais Ardouin, avec le titre de topoteretes. Ce dernier a servi sous différents commandants byzantins au sein du contingent normand mais a été fouetté à la suite d'une dispute portant sur la répartition du butin pris aux Musulmans en Sicile. Selon Guillaume de Pouille, cette sanction lui est infligée par Dokianos mais il est possible qu'elle soit l'œuvre d'un de ses prédécesseurs, peut-être Georges Maniakès. Quoi qu'il en soit, la rancune d'Ardouin envers les Byzantins reste vivace et il cherche l'aide des Normands qui se sont établis à Aversa depuis 1030. Il obtient un contingent de 300 hommes contre une promesse d'une répartition équitable du butin entre eux. Ainsi, en mars 1041, lui et ses hommes s'emparent de Melfi dont les habitants, d'abord hostiles, finissent par être convaincus de le soutenir,,.
Les rebelles étendent rapidement leur emprise sur les villes de Venosa, Ascoli et Lavello. Dokianos, qui vient de rétablir l'ordre à Bari et dans la région environnante, marche à leur rencontre avec une armée incomplète et hâtivement rassemblée. La plupart de l'armée impériale est toujours en Sicile. De ce fait, Skylitzès écrit que l'armée de Dokianos ne comprend que les contingents de l'Opsikion et une partie de celui des Thracésiens. D'autres sources affirment que des éléments de la garde varangienne sont aussi présents. Les deux armées s'opposent lors de la bataille d'Olivento le 17 mars et les Byzantins sont vaincus,,. Les rebelles se dirigent ensuite vers le sud et la côte. Le 4 mai, ils battent à nouveau Dokianos lors de la bataille de Montemaggiore près de Cannes. Les Annales de Bari affirment, probablement exagérément, que 2 000 Normands parviennent à vaincre 18 000 Byzantins. Toutefois, il semble bien que la supériorité numérique des Byzantins était substantielle. Michel Dokianos lui-même manque de peu d'être capturé, secouru seulement par un écuyer,. Après la bataille, les deux protagonistes restent calmes. Les Lombards et les Normands sont probablement épuisés et ont peut-être subi de lourdes pertes tandis que les Byzantins doivent se regrouper. Michel Dokianos est remplacé par Exaugustus Boioannès tandis que les garnisons en Sicile sont transférées en Italie continentale pour faire face aux rebelles.
Le repli des troupes byzantines de Sicile entraîne la perte de l'ensemble des positions impériales reconquises par Georges Maniakès sur la partie orientale de l'île. En 1042, seule la cité de Messine est toujours détenue par les Byzantins. Sur le continent, Boioannès ne fait pas mieux que Dokianos et il est vaincu et fait prisonnier en septembre 1041 lors de la bataille de Montepeloso. Cette succession de défaites marque le début du processus de déclin de la présence byzantine de la région qui se termine avec la prise de Bari par Robert Guiscard trois décennies plus tard.

### En Thrace
Dokianos réapparaît en 1050. Il détient alors les titres de patrice et de vestarque. Il fait partie d'une expédition contre les Petchénègues qui viennent de lancer un raid en Thrace. Le commandant en chef de l'armée byzantine est l'eunuque préposite Constantin, le favori de l'empereur Constantin IX mais qui manque d'expérience militaire. Quand les Petchénègues se présentent devant Andrinople, il refuse de suivre les conseils du magistros Constantin Arianitès d'attendre avant d'attaquer les Petchénègues quand ceux-ci repartiront. À la place, il décide de les affronter dans une bataille rangée à Basilike Libas qui débouche sur une défaite écrasante pour les Byzantins. Arianitès est tué et Dokianos est fait prisonnier,,. Alors qu'il est emmené de force devant le chef de l'armée petchénègue, il parvient à lui trancher un bras après s'être emparé de l'épée d'un des gardes. En représailles, les Petchénègues le tuent et, selon Michel Attaleiatès, ils lui ouvrent le ventre pour y placer ses bras et ses jambes qu'ils viennent aussi de trancher,.